# Călinești (Dărmănești), Suceava
Călinești, denumit în trecut Călinești-Enache, (în germană Kalinestie Jenacki) este un sat în comuna Dărmănești din județul Suceava, Bucovina, România.

## Așezare geografică
Satul Călinești se regăsește în partea de est a județului Suceava, la o depărtare de 15 km de municipiul Suceava, la 16 km de orașul Rădăuți și la 22 km de orașul Siret. Satul se află la marginea estică a zonei cunoscute drept Bucovina, parte în trecut a fostului Imperiu Austriac. 
Satul Călinești este străbatut de Drumul Județean 209D și de râul Hatnuța de la nord la sud.

## Relief
Relieful satului Călinești este o parte integrantă a Podișului Sucevei, parte dintr-o unitate structurală mult mai întinsă, ce prezintă prelungirea spre sud-vest a platformei est-europene. Configurația teritoriului satului este în cea mai mare parte reprezentată de dealuri ce aparțin Masivului Dragomirna. 
Ca unități de relief se întâlnesc următoarele: depresiunea colinară, străbătută de pârâul Hatnuța - zonă care reunește mare parte din vatra satului, Dealul Zamca (475 m) în est și Dealul „Zrughi” in vest, denumit astfel după pârâul cu același nume, afluent de stânga al pârâului Hatnuța.
Satul se învecinează în sud cu satele Măriței și Dărmănești, în nord cu satul Călinești-Cuparencu și in nord-vest cu satul Călinești-Vasilache.
Satul Călinești-Enache ocupă o suprafață de circa 500 ha (5 kmp). 

## Obiective turistice

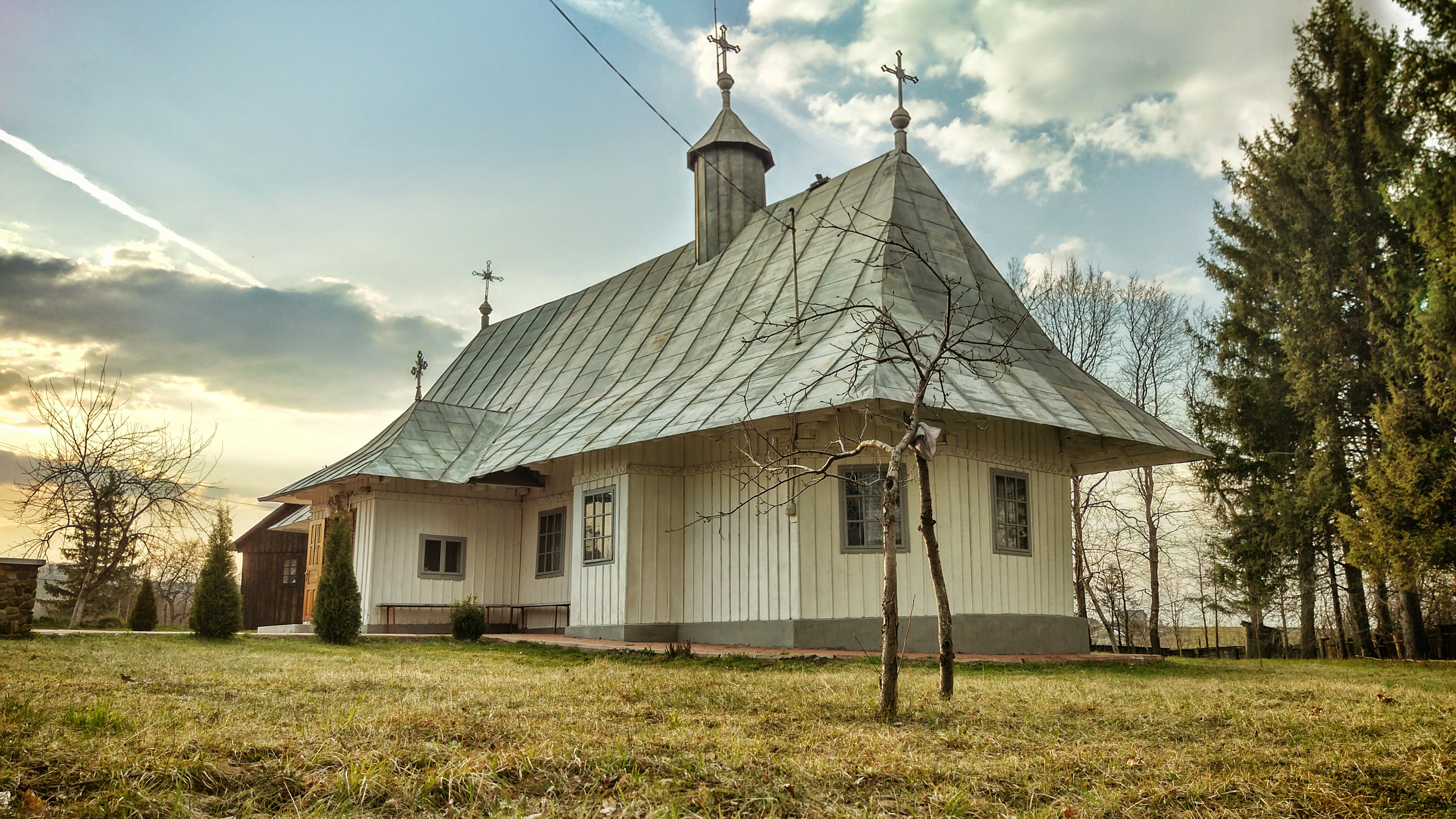
Biserica de lemn din Călinești-Enache – monument istoric datând din anul 1794; se află în apropiere de vatra satului.

Biserica de lemn „Sfântul Dumitru” din Călinești este un lăcaș de cult ortodox construit în anul 1794 în satul Frătăuții Vechi și strămutat în anul 1884 în satul Călinești-Enache. 
Edificiul religios se află localizat în centrul satului și are hramul „Sfântul Dumitru”, sărbătorit la data de 26 octombrie.
Biserica de lemn din Călinești-Enache a fost inclusă pe Lista monumentelor istorice din județul Suceava din anul 2010 la numărul 222, având codul de clasificare SV-II-m-B-05507.[3]
Preotul paroh este Orlando Divisevici.

## Atestare istorică
Potrivit izvoarelor istorice, Alexandru cel Bun a dăruit, la 7 ianuarie 1403, satul Hreațca (vechiul toponim) Episcopiei Moldovei „care-i aproape lângă Târgul Sucevei, cu toate hotarele lor vechi și de demult”. 
Și M. Costăchescu, amintește în lucrarea Ștefan cel Mare, publicată la Iași în 1931, despre Alexandru, voievodul moldav, care ar fi dăruit unui boier pe nume Vladfadis, din satul Pătrăuți, la 10 aprilie 1429-1432, „…satul anume Pătrăuți la Suceava, ocolul din sus, unde este casa lui și pe di sus alt cot tij din Pătrăuți, unde sunt Muntenii și al treilea cot tij din Pătrăuți, unde au fost Grecii din Dărmănești”.

## Recensământul din 2011
Conform recensământului efectuat în 2011, populația stabilă a satului Călinești-Enache era de 571 locuitori.

## Recensământul din 1930
Componența etnică a satului Călinești-Enache
     Români (87,8%)
     Ruteni (4,7%)
     Ruși (3,5%)
     Evrei (4%)
Componența confesională a satului Călinești-Enache
     Ortodocși (96%)
     Mozaici (4%)
Conform recensământului efectuat în 1930, populația satului Călinești-Enache se ridica la 965 locuitori. Majoritatea locuitorilor erau români (87,8%), cu o minoritate de evrei (4,0%), una de ruși (3,5) și una de ruteni (4,7%). Din punct de vedere confesional, majoritatea locuitorilor erau ortodocși (96,0%), dar existau și minorități de mozaici (4,0%).

## Galerie

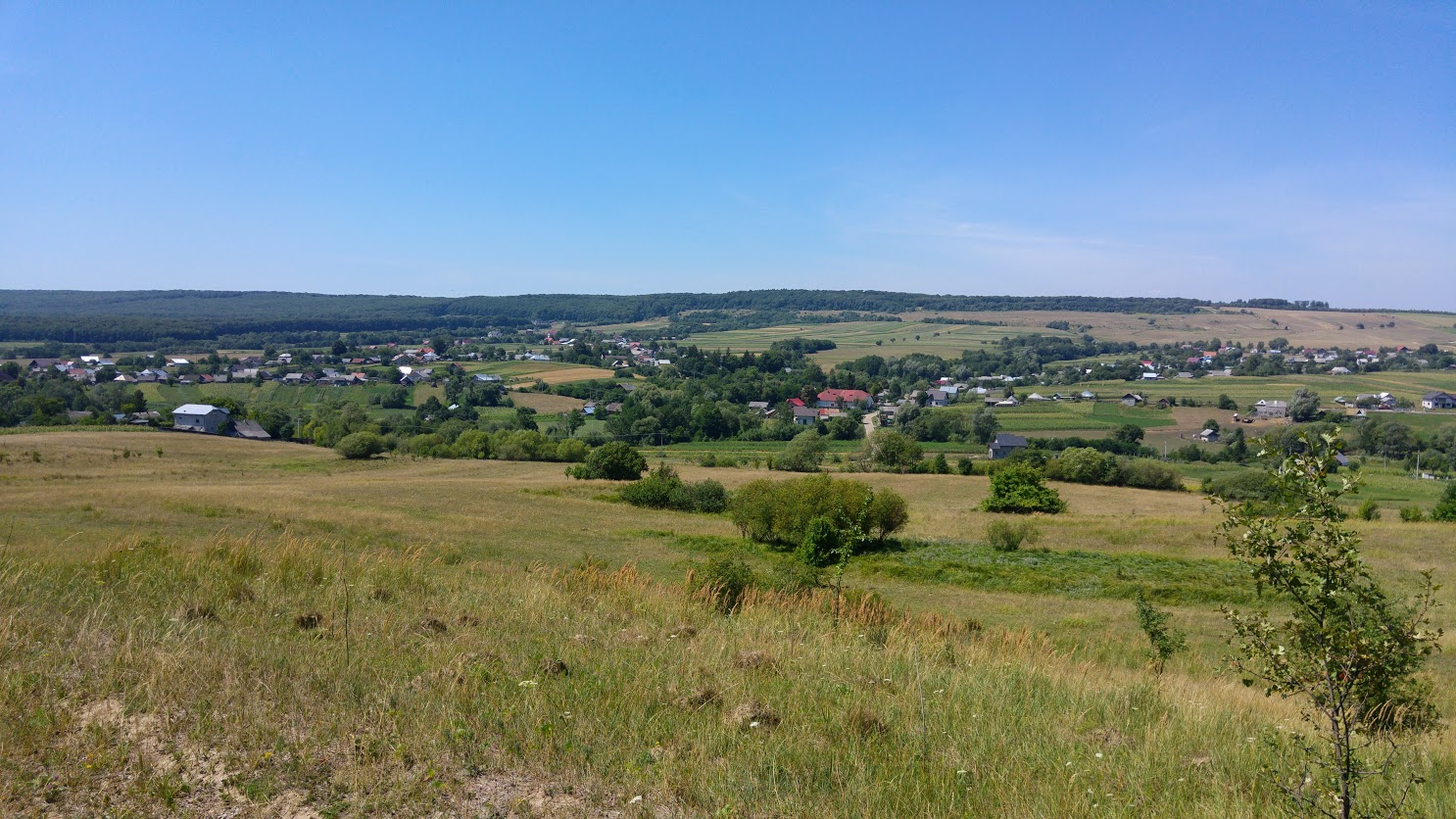
Călinești Enache văzut de pe dealul din nord-est
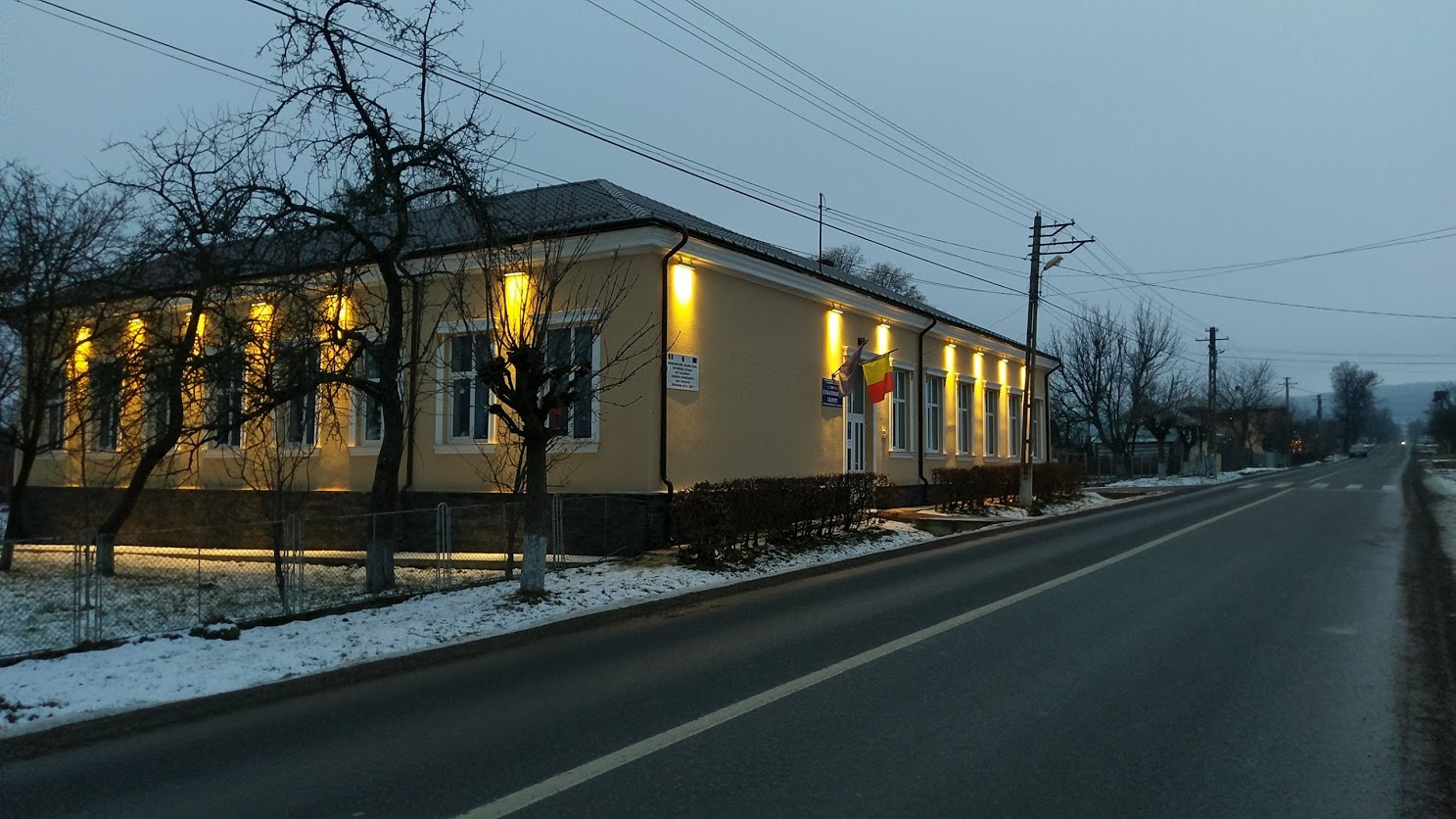
Școala generală cu clasele I-VIII din Călinești
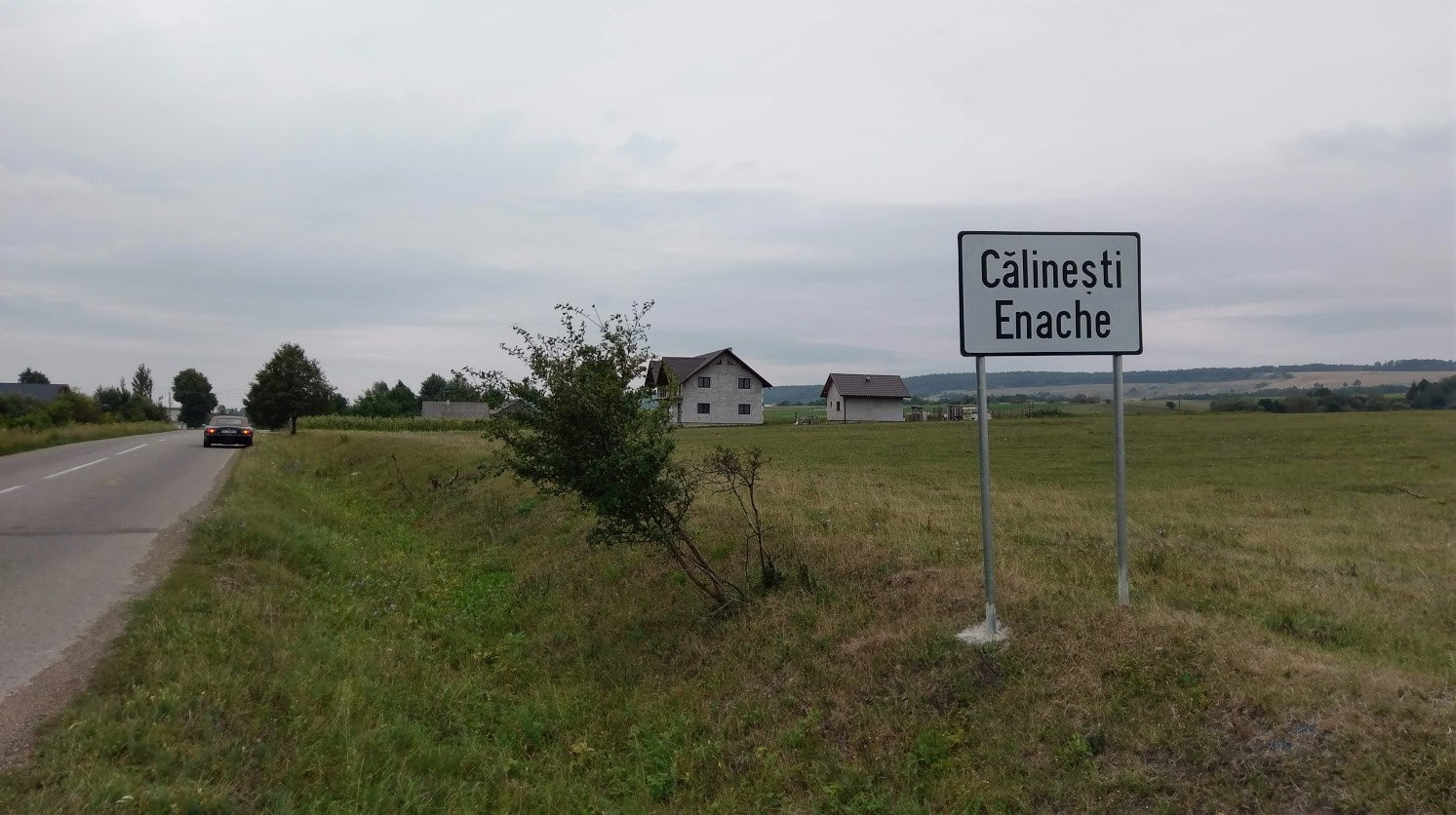
Intrarea în Călinești-Enache dinspre comuna Șerbăuți